# ワリド・ジャルムニ
ワリド・ジャルムニ（Walid Jarmouni 、2000年5月20日 - ）は、フランス・モンペリエ出身のプロサッカー選手。KFティラナ所属。ポジションはフォワード。モロッコ系フランス人。

## クラブ歴
2020年6月26日、ソショーとプロ契約を結んだ。2020年8月29日、2-1で勝利したホームのトロワAC戦でプロデビューを果たした。
2022年6月、ポーFCに移籍した。